# Surfacing
Surfacing er det fjerde studiealbum fra den canadiske sanger og sangskriver Sarah McLachlan. Det slog for alvor hendes navn fast, som en international popstjerne, og er produceret af Pierre Marchand.
Albummet blev nomineret til 3 Grammy Awards, hvoraf det modtog 2, og fik 8 Juno Awards. Det er hendes, til dato, mest succesrige album med mere en 11 millioner solgte eksemplarer.

## Indhold
1. "Building a Mystery" – 4:07
2. "I Love You" – 4:44
3. "Sweet Surrender" – 4:00
4. "Adia" – 4:05
5. "Do What You Have to Do" – 3:47
6. "Witness" – 4:45
7. "Angel" – 4:30
8. "Black & White" – 5:02
9. "Full of Grace" – 3:41
10. "Last Dance" – 2:33

## Singler
1. "Building a Mystery" (2. maj 1997)
2. "Sweet Surrender" (10. marts 1998)
3. "Adia" (7. juli), 1998)
4. "Angel" (9. februar 1999)
5. "I Love You" (2000)

## Hitlister
| Hitliste (1997–99)             | Højeste placering |
| ------------------------------ | ----------------- |
| Australien (ARIA)              | 37                |
| 1                              |                   |
| Canadiske Albummer (Billboard) | 1                 |
| Holland (Album Top 100)        | 52                |
| New Zealand (RIANZ)            | 13                |
| Skotland (OCC)                 |                   |
| Storbritannien (OCC)           | 47                |
| US Billboard 200               | 2                 |
| Hitliste (1999–2000)           | Højeste placering |
| US Catalog Albums (Billboard)  | 2                 |